# Гоноровка (Хмельницкая область)
Гоноровка (укр. Гонорівка) — село в Волочисском районе Хмельницкой области Украины.
Население по переписи 2001 года составляло 146 человек. Почтовый индекс — 31225. Телефонный код — 3845. Занимает площадь 1,043 км². Код КОАТУУ — 6820986503.

## Местный совет
31224, Хмельницкая обл., Волочисский р-н, с. Рябиевка